# Mrtvice, Kočevje
Mrtvice so naselje v občini Kočevje.